# Cecilia Grubbström
Cecilia Grubbström, née le 2 septembre 1986 à Partille en Suède, est une handballeuse internationale suédoise, qui évolue au poste de gardienne.

## Biographie
En janvier 2013, elle quitte le club danois de Viborg HK, où elle était notamment en concurrence avec les gardiennes internationale française Cléopâtre Darleux et danoise Søs Søby, pour rejoindre l'OGC Nice HB. À la fin de la saison 2013-2014, après une saison et demie en France, elle retourne en Suède et rejoint le club de Skövde HF.

## Palmarès

### En club
compétitions nationales
- championne de Suède en 2007, 2009, 2011 et 2012 (avec IK Sävehof)

### En équipe nationale
- vice-championne d'Europe en 2010 avec la Suède[5]
- participation aux Jeux olympiques de 2012 avec la Suède[6]